# Belgravia
Belgravia ist ein Stadtteil in den Bezirken City of Westminster und Royal Borough of Kensington and Chelsea, im westlichen Zentrum der britischen Hauptstadt London südwestlich des Buckingham-Palastes.
Nach dem Zweiten Weltkrieg siedelten sich Botschaften und andere wichtige Institutionen in Belgravia an. Belgravia zählt heute zu den wohlhabendsten Wohngegenden Londons.
Die britische Fernsehserie Das Haus am Eaton Place spielt am Eaton Square in Belgravia.

## Persönlichkeiten
- Edward Stanhope (1840–1893), Politiker